# Palmolive
Palmolive là một thương hiệu đa quốc gia của Mỹ về dòng sản phẩm được sản xuất bởi công ty Colgate-Palmolive. Tên bắt nguồn từ năm 1898.
Các sản phẩm bao gồm nước rửa chén cũng như các sản phẩm chăm sóc cá nhân như dầu gội, dầu xả, sữa tắm, xà phòng và nước rửa tay.

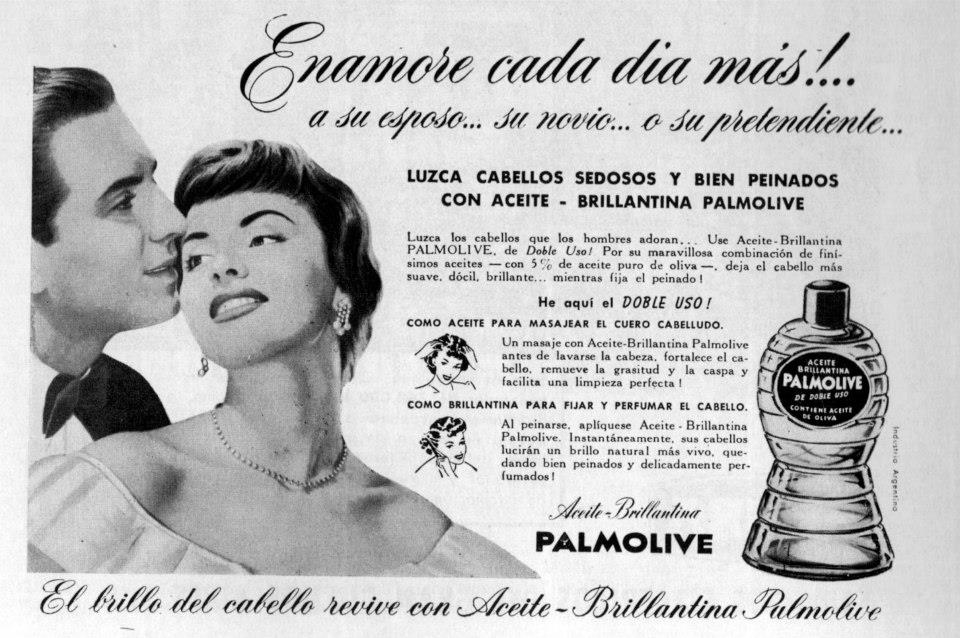
Quảng cáo của Argentina cho dầu dưỡng tóc Palmolive từ năm 1955, có nữ diễn viên Isabel Sarli trong thời gian cô làm người mẫu quảng cáo.

## Lịch sử
Công ty xà phòng B.J. Johnson được thành lập tại Milwaukee, Wisconsin vào năm 1864. Năm 1898, công ty giới thiệu xà phòng Palmolive với công thức bao gồm dầu cọ và dầu ô liu.
Năm 1928, Colgate hợp nhất với Công ty Palmolive-Peet. Năm 1953, các công ty trở thành một liên doanh, được gọi là Công ty Colgate-Palmolive.